# Megachile
Megachile es un género de abejas en la familia Megachilidae. Son de distribución cosmopolita, son abejas solitarias, a menudo denominadas abejas cortadoras de hojas aunque no todas cortan hojas. Este es uno de los géneros de abejas con más especies, unas mil quinientas dentro de cincuenta subgéneros. Megachile rotundata es una especie europea que ha sido introducida a otras regiones geográficas para utilizarla comercialmente como polinizadora especialmente de alfalfa.

## Descripción
Hacen nidos en troncos de árboles huecos o estructuras similares pero también en agujeros en el suelo. La hembra pone un huevo en cada celda del nido con una provisión de polen o una mezcla de néctar y polen. Los machos son de menor tamaño que las hembras y emergen antes que las hembras pero mueren después del apareamiento. Numerosas especies de varias familias de abejas y avispas parasitan los nidos de Megachile, los parásitos incluyen Gasteruptiidae, Leucospidae, Sapygidae y varios cleptoparásitos incluyendo el género relacionado Coelioxys.
El subgénero Chalicodoma incluye la abeja más grande del mundo, Megachile pluto.

## Diversidad
Se han descrito unas mil quinientas especies
Especies incluidas:
- Megachile rotundata
- Megachile pluto
- Megachile sculpturalis
- Megachile perihirta
- Megachile fidelis
- Megachile campanulae

Véase también la Lista de especies de Megachile.

## Galería

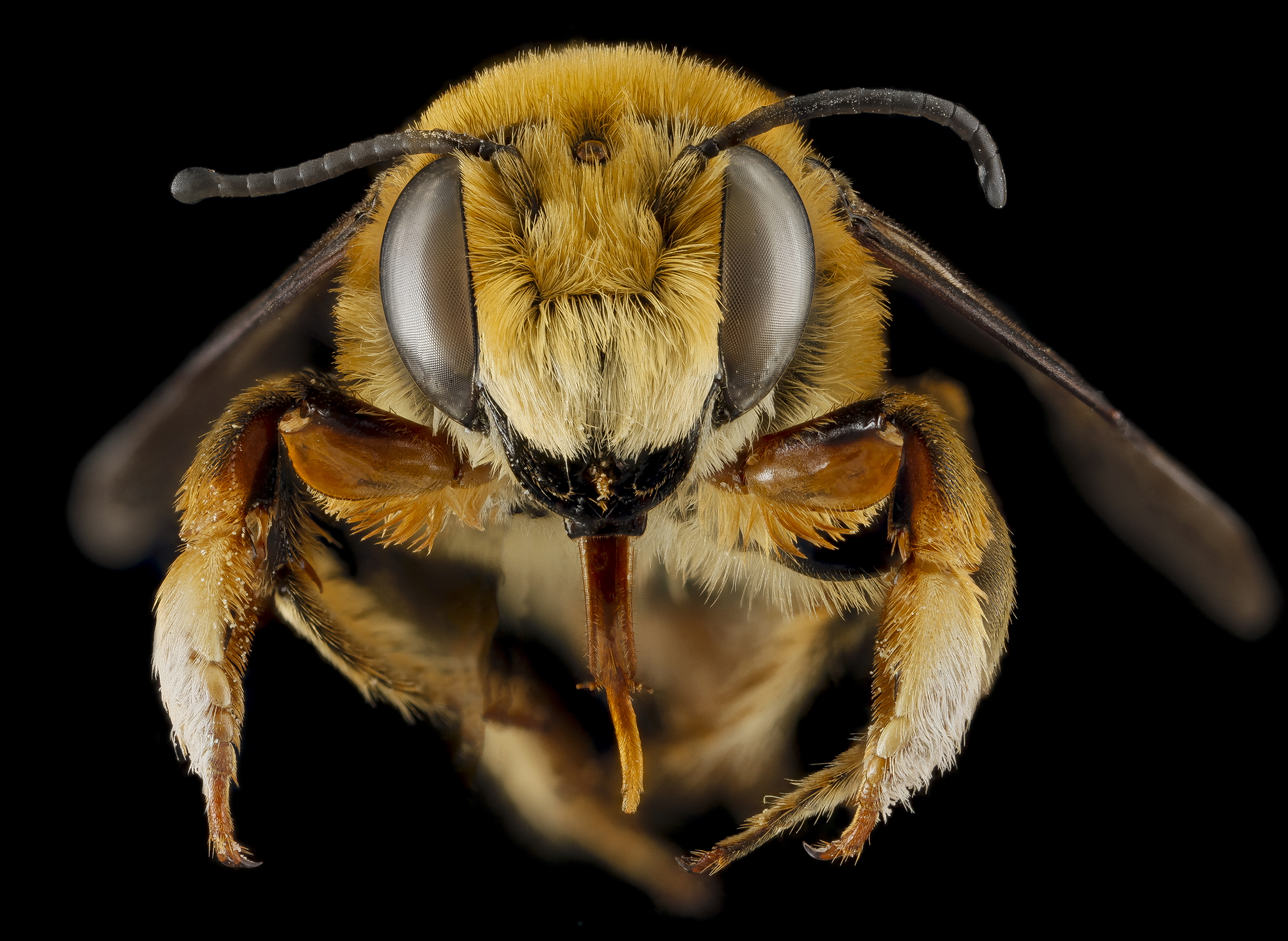
Megachile fortis
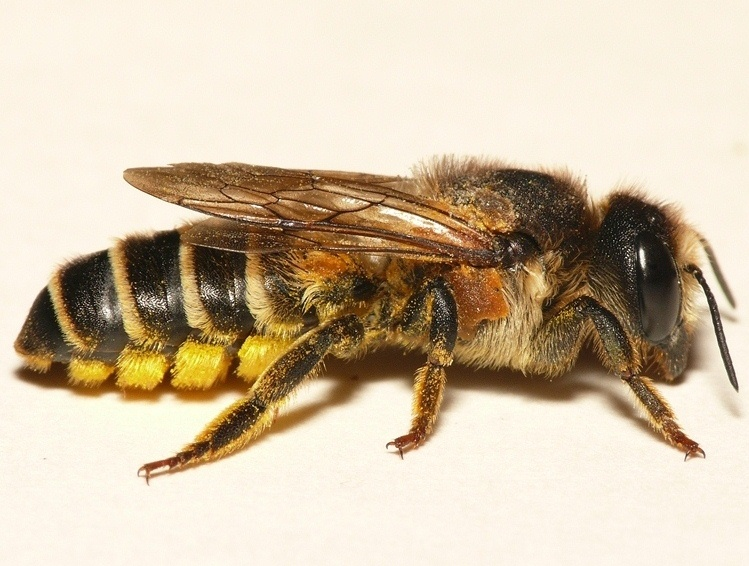
Megachile ericetorum
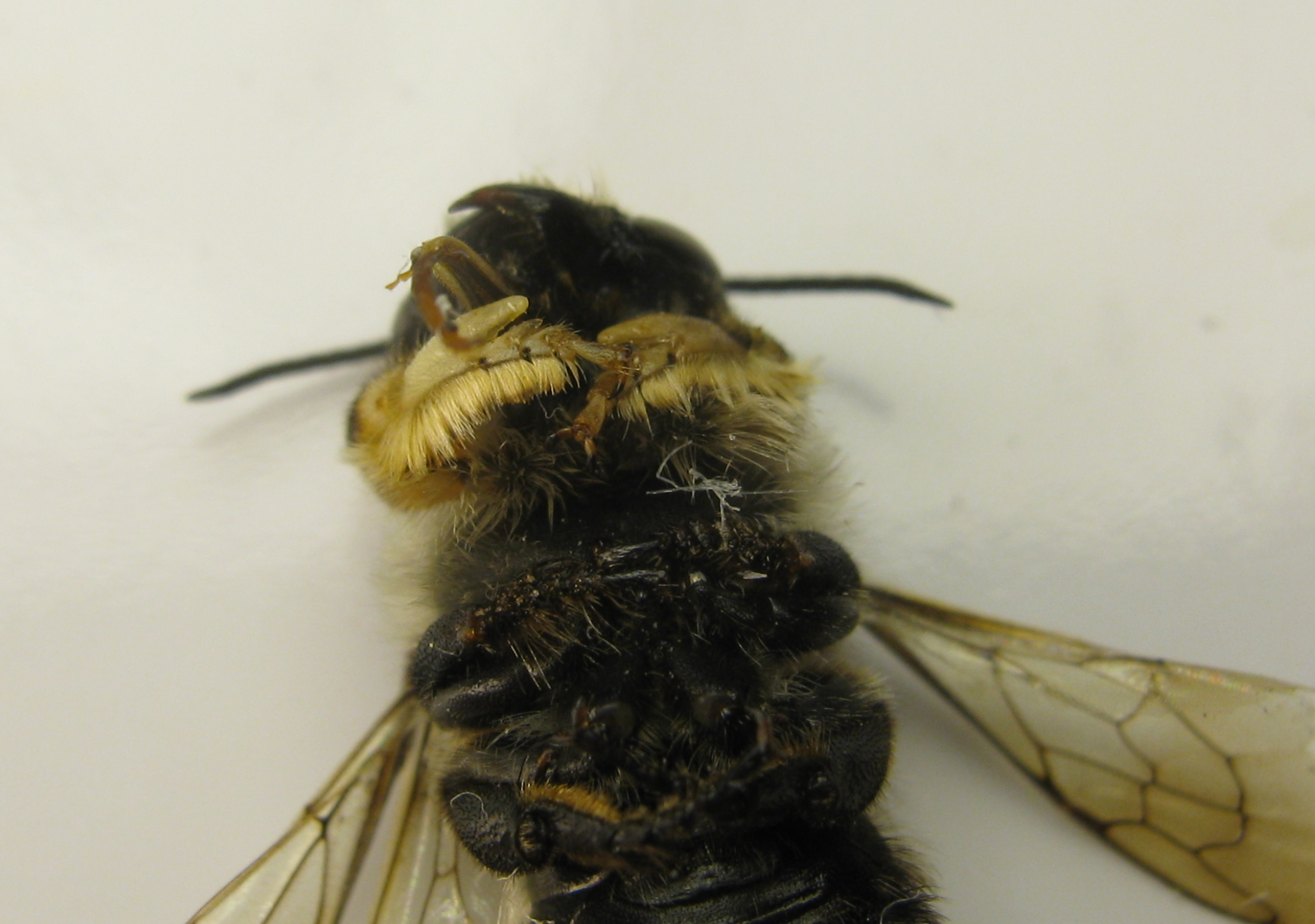
Macho Megachile Subgenus Xanthosarus con patas delanteras modificadas
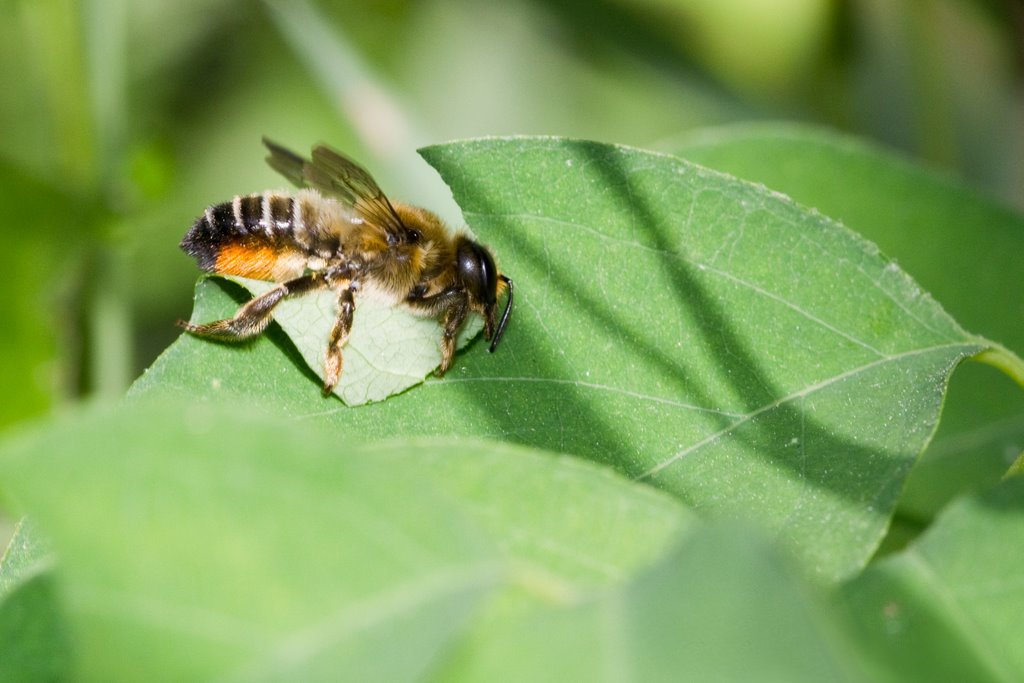
Megachile centuncularis cortando una hoja
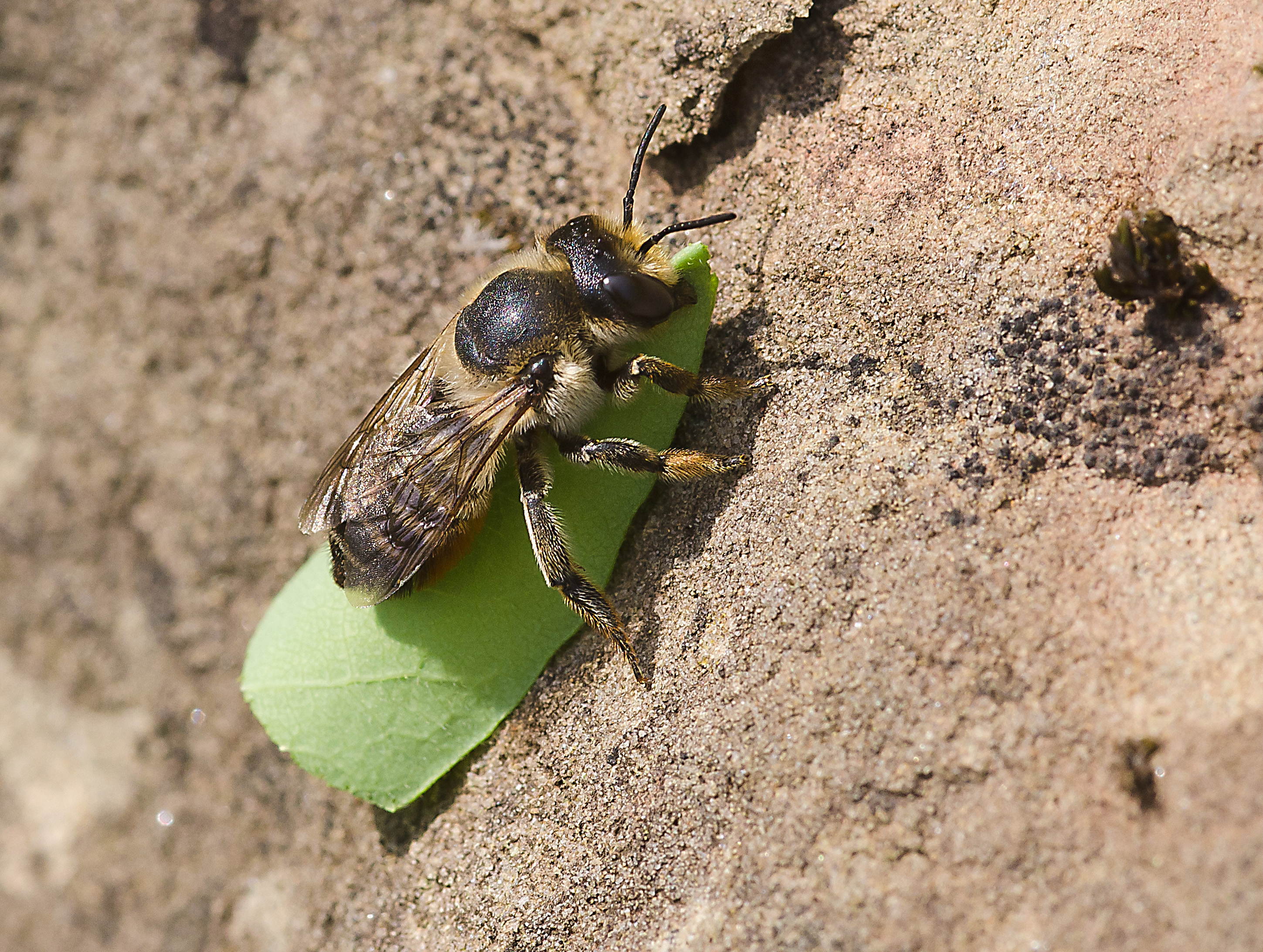
Megachile sp. con hoja cortada
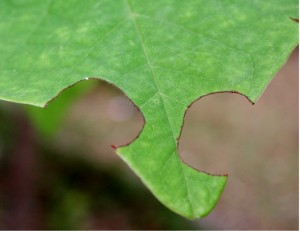
Hojas cortadas por Megachile sp.
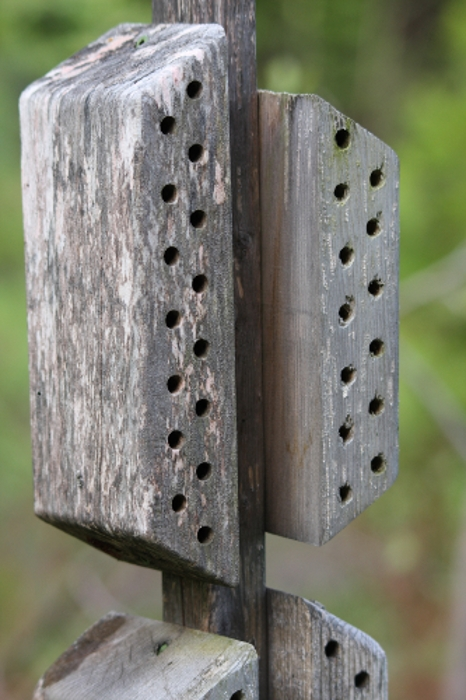
Galerías hechas para la nidificación de Megachile
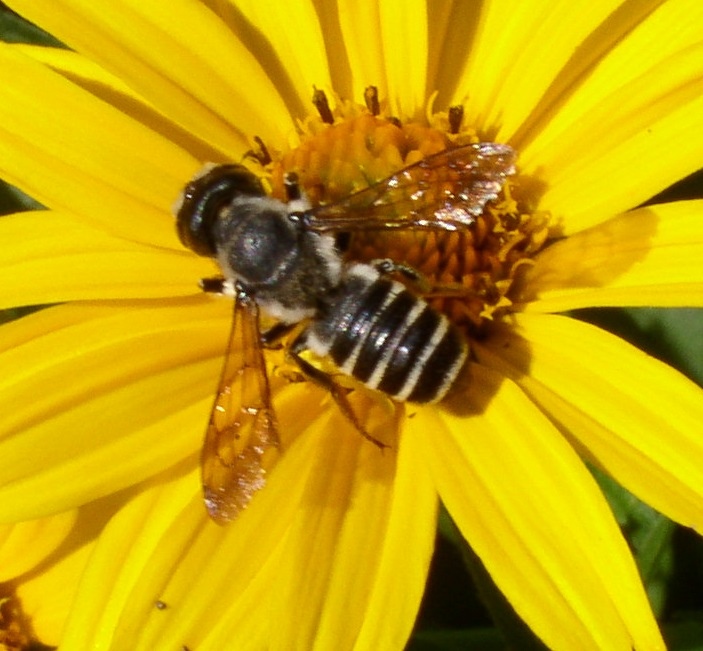
Megachile pugnata, hembra
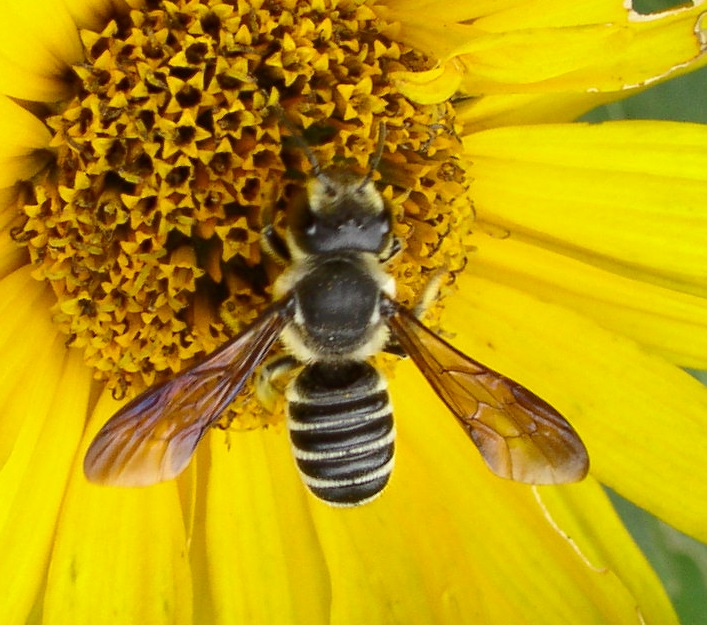
Megachile inimica hembra